# أرطأة بن سهية المري
أرطأة بن سهية المري شاعر فصيح، معدود في طبقات الشعراء المعدودين من شعراء الإسلام في دولة بني أمية وصدر الإسلام لم يسبقها ولم يتأخر عنها. وكان أمرأ صدق شريفاً في قومه جواداً ، ونسب إلى امة سهية حتى اشتهر بها. وفاته كانت بعد 65 هـ - 685 م.

## نسبه
هو أرطاة بن زفر بن عبد الله بن مالك بن شداد بن عقفان بن أبي حارثة بن مرة بن نشبة بن غيظ بن مرة بن عوف بن سعد بن ذبيان بن بغيض بن ريث بن غطفان بن سعد بن قيس عيلان بن مضر بن نزار بن معد بن عدنان.  
- أمه هي سهية بنت زامل بن مروان بن زهير بن ثعلبة بن حديج بن أبي جشم بن كعب بن عامر بن عوف، سبية من بني كلب، وكانت لضرار بن الأزور ثم صارت إلى زفر وهي حامل فجاءت بأرطاة[3] من ضرار على فراش زفر؛ فلما ترعرع أرطاة جاء ضرار إلى الحارث بن عوف فقال له:

فأعطاه الحارث إياه وقال: انطلق بابنك، فأدركه نهشل بن حري بن غطفان فانتزعه ورده إلى زفر. وفي تصداق ذلك يقول أرطاة لبعض أولاد زفر:
ولهذا غلبت أمه سهية على نسبه فنسب إليها. وضرار بن الأزور هو الذي قتل مالك بن نويرة بأمر خالد بن الوليد والذي يقول فيه أخوه متمم بن نويرة:

## منزلته في الشعر
أرطاة شاعر فصيح، معدود في طبقات الشعراء المعدودين من شعراء الإسلام في دولة بني أمية لم يسبقها ولم يتأخر عنها. وكان أمرأ صدق شريفاً في قومه جواداً.

## أخباره وأشعاره
- دخل أرطاة بن سهية على عبد الملك بن مروان، فاستنشده شيئاً مما كان يناقض به شبيب بن البرصاء، فأنشده:

فقال له عبد الملك بن مروان: كذبت، شبيب خير منك أباً. ثم أنشده:
فقال له عبد الملك: صدقت، أنت في نفسك خير من شبيب. فعجب من عبد الملك من حضر ومن معرفته مقادير الناس على بعدهم منه في بواديهم، وكان الأمر على ما قال: كان شبيب أشرف أباً من أرطاة، وكان أرطاة أشرف فعلاً ونفساً من شبيب.
- دخل أرطاة بن سهية على عبد الملك بن مروان، فقال له: كيف حالك يا أرطاة؟ وقد كان أسن فقال: ضعفت أوصالي، وضاع مالي، وقل مني ما كنت أحب كثرته، وكثر مني ما كنت أحب قلته. قال: فكيف أنت في شعرك؟ فقال: والله يا أمير المؤمنين ما أطرب ولا أغضب ولا أرغب ولا أرهب، وما يكون الشعر إلا من نتائج الأربع، وعلى أني القائل:

فارتاع عبد الملك ثم قال بل توفي نذرها بك ويلك! مالي ولك؟ فقال لاترع ياأمير المؤمنين فإنما عنيت نفسي وكان أرطاة يكنى أبا الوليد فسكن عبد الملك ثم استعبر باكياً وقال أما والله على ذلك لتلمن بي.
- دخل أرطاة بن سهية على مروان بن الحكم لما بويع له بالخلافة وفرغ من الحروب التي كان بها متشاغلاً. وصمد لإنفاذ الجيوش إلى عبد الله بن الزبير لمحاربته، فهنأه وكان خاصاً به وبأخيه يحيى بن الحكم، ثم أنشده :

فكساه مروان وأمر له بثلاثين ناقة وأوقرهن له برا وزبيباً وشعيراً.
- كان أرطاة يهاجي شبيب بن البرصاء، ولكل واحد منهما في صاحبه هجاء كثير، وكان كل واحد منهما ينفي صاحبه عن عشيرته في أشعاره، فأصلح بينهما يحيى بن الحكم، وكانت بنو مرة تألفه وتنتجعه لصهره فيهم. فلما افترقا سبه شبيب عند يحيى بن الحكم؛ فقال أرطاة له:

- كان شبيب بن البرصاء يقول : وددت أني جمعني وابن الأمة أرطاة بن سهية يوم قتال فأشفي منه غيظي. فبلغ ذلك أرطأة فقال له:

- كانت بين أرطأة بن سهية وبين رجل من بني أسد يقال له حيان مهاجاة، اعترض بينهما حباشة الأسدي فهجا أرطاة فقال فيه أرطأة:

- وفد أرطأة بن سهية إلى الشام زائراً لعبد الملك بن مروان عام الجماعة، وقد هنأه بالظفر، ومدحه فأطال المقام عنده، وأرجف أعدائه بموته، فلما قدم وقد ملأ يديه بلغه ما كان منهم، فقال فيهم:

- وقع بين زميل قاتل ابن دارة وبين أرطاة بن سهية لحاء؛ فتوعده زميل، وقال: إني لأحسبك ستجرع مثل كأس ابن دارة. فقال له أرطاة:

فقال له زميل:
- تزوج عبد الرحمن بن سهيل بن عمرو أم هشام بنت عبد الله بن عمر بن الخطاب، وكانت من أجمل نساء قريش وكان يجد بها وجداً شديداً، فمرض مرضته التي هلك فيها، فجعل يديم النظر إليها وهي عند رأسه، فقالت له إنك لتنظر إلي نظر رجل له حاجة، قال: إي والله إن لي إليك حاجة لو ظفرت بها لهان علي ما أنا فيه. قالت: وما هي؟ قال: أخاف أن تتزوجي بعدي. قالت: فما يرضيك من ذلك؟ قال: أن توثقي لي بالإيمان المغلظة. فحلفت له بكل يمين سكنت إليها نفسه ثم هلك. فلما قضت عدتها خطبها عمر بن عبد العزيز وهو بذالك الوقت أمير المدينة فأرسلت إليه: ما أراك إلا وقد بلغك يميني، فأرسل إليها: لك مكان كل عبد وأمة عبدان وأمتان، ومكان كل علق علقان، ومكان كل شيء ضعفه. فتزوجته، فدخل عليها بطال بالمدينة، وقيل: بل كان رجلاً من مشيخة قريش مغفلاً ، فلما رآها مع عمر جالسة قال:

فقال له عمر: جعلتني ويلك جريدة وأحلام نائم! فقالت أم هشام ليس كما قلت، ولكن كما قال أرطاة بن سهية:
وهذه الأبيات من قصيدة يرثي بها ابنه عمرو بن أرطاة.
- كان لأرطأة بن سهية ابن يقال له: عمرو، فمات، فجزع عليه أرطأة حتى كاد عقلة يذهب، فأقام على قبره، وضرب بيته عنده لا يفارقه حولاً. ثم إن الحي أراد الرحيل بعد حول لنجعة بغوها، فغدا على قبره، فجلس عنده حتى إذا حان الرواح ناداه: رح يا ابن سلمى معنا! فقال له قومه: ننشدك الله في نفسك وعقلك ودينك، كيف يروح معك من مات مذ حول؟ فقال: أنظروني الليلة إلى الغد. فأقاموا عليه، فلما أصبح ناداه: اغد يا ابن سلمى معنا، فلم يزل الناس يذكرونه الله ويناشدونه، فانتصى سيفه وعقر راحلته على قبره، وقال: والله لا أتبعكم فامضوا إن شئتم أو أقيموا. فرقوا له ورحموه، فأقاموا عامهم ذلك، وصبروا على منزلهم. وقال أرطأة يومئذ في ابنه عمرو يرثيه:

- عندما قدم مسلم بن عقبة المري بجيشة إلى المدينة وكان الناس يسمونه مسرف بن عقبة بعد ما أوقع بأهل المدينة وقتله لهم في معركة الحرة، فأتاه قومه من بني مرة وفيهم أرطاة فهنئوه بالظفر واسترفدوه فطردهم ونهرهم، وقال أرطأة بن سهية ليمدحه فتجهمه بأقبح قول وطرده. وكان في جيش مسرف رجل من أهل الشام من بني عذرة، يقال له عمارة، قد كان رأى أرطاة عند معاوية بن أبي سفيان، وسمع شعره، وعرف إقبال معاوية عليه، ورفده له، فأومأ إلى أرطاة فأتاه، فقال له: لا يغررك ما بدا لك من الأمير، فإنه عليل ضجر، ولو قد صح واستقامت الأمور لزال عما رأيت من قوله وفعله، وأنا بك عارف، وقد رأيتك عند أمير المؤمنين – يعني معاوية – ولن تعدم مني ما تحب. ووصله وكساه وحمله على ناقة، فقال أرطأة يمدحه ويهجو مسرفاً:

## أرطأة والحب
كان أرطأة بن سهية يتحدث إلى امرأة من بنو غنى يقال لها وجزة، وكان يهواها ثم افترقا وحال الزمان بينهما وكبر أرطأة، ثم اجتمعت غني وبنو مره في دار، فمر أرطأة بوجزة وقد هرمت وتغيرت محاسنها وافتقرت، فجلس إليها وتحدث معها وهي تشكو إليه أمرها، فلما أراد الانصراف أمر راعيه فجاء بعشرة من إبله فعقلها بفنائها وانصرف وقال:
وقال أبو الفرج الأصفهاني: وقد ذكر أرطأة بن سهية وجزة هذه، ونسب بها في مواضع شعره، فقال في قصيدة:

## قصة العمى لدى العوفيين
كان كل شيخ من بني عوف من بنو مره يتمنى أن يعمى (وكان العمى شائعاً في بني عوف كلما أسن منهم رجل أصابه العمي) فعمر أرطاة ولم يصب بالعمى ، فكان شبيب يعيره بذلك وأنه ليس من بني عوف . ثم مات أرطاة وعمي شبيب، فكان يقول بعد ذلك: ليت أرطاة عاش حتى يراني أعمى فيعلم أنني عوفي.

## وصلات خارجية
- أخبار أرطاة ونسبه
- شعر أرطأة بن سهية المري